# Археологія Пензенської області
Археологія Пензенська області вивчає доісторичне минуле Пензенської області.

## Середньокам'яна доба
До середньокам'яної доби відносяться стоянки, що виявлено у верхів'ях річки Виша у Земетчинського району, в околицях Пензи, по берегах Сури, Мокші, Хопра.
На дюнній стоянці Підлісне-1 на березі річки Сури, що розташовано північніше Пензи, виявлено характерні для середньокам'яної доби кременеві нуклеуси, скребки, ножі, проколки, рубачки.

## Новокам'яна доба
За новокам'яної доби почалося масове заселення території Пензенської області. До неоліту відносяться стоянки в долині річки Сури біля Пензи, Новоямський могильник за 30 км від міста Краснослободськ, Озименки (балахнинська культура розвиненого неоліту) й Кавендра біля села Наровчат, Пензенські стоянки (Барковка, Калашний Затон, озеро Довге, Кривозер'є), Безсоновка, Земетчинське поселення тощо.
У 3500-3000 роках до н. е. в південну частину Пензенського краю зі степового Надволжя проникає нові племена осілих скотарів.

### Волзько-камська культура (4000-3000 роки до Р.Х.)
Культура представлена сурсько-мокшанським варіантом з відомими стоянками: Озименки (Наровчатський район), Єрня (околиці Пензи), Безсоновка-1,-3, Підлісне-3,-4, Грабово-3 (усі у Безсоновському районі), Нижня Липівка (Сосновоборський район).
Культура сформувалася на основі місцевого мезоліту під впливом ранньої новокам'яної культури лісостепу.
На пізньому етапі помітний вплив лісостепової самарської культури раннього енеоліту та проникнення на Середнє Надволжя носіїв балахнинської культури. У 3500-3000 роках волзько-камські племена були витіснені з Надмокшання носіями балахнинської культури. Частина витіснених волзько-камців пересувається у Надкам'я, інша — пересувається до Східного Посур'я. На початку 3-го тисячоріччя верхньосурська група волзько-камців, ймовірно, була асимільована ранніми волосівськими племенами.

### Середньодонська культура
Середньодонська культура - принесла мідну добу на територію Пензенської області. Племена культури потрапляють сюди на початку 4-го тисячоріччя до н. е.. Відомі їхні поселення Підлісне-5, -7, -8 (Безсоновський район), Єрня (околиці Пензи), Катеринівка (Лунінський район), Потодеєво (Наровчанський район), Софіїне (Сердобський район).
У Пензенській області племена цієї культури вступають у контакт з населенням волго-камської культури, в результаті чого складається синкретичне населення, що виготовляло гребінцево-накольчату кераміку. У 3500-3000 роках до Р.Х. синкретичне населення культури було витіснене з Помокшання лісовими племенами балахнинської культури. У 3200-3000 роках до Р.Х. нащадки середньодінських племен, що залишилися на території Посур'я, ймовірно, взяли участь у формуванні місцевого енеолітичного населення.

### Балахнинська культура (3500-3000 роки до Р.Х.)
На територію Пензенської області балахнинці прийшли в другій половині 4-го тисячоліття до Р.Х. в період розвиненого неоліту.
Залишки балахнинської культури виявлено на поселеннях Озименки (Наровчатський район), Земетчино (виявлено ретельно виточений кістяний гарпун), Єрня й Калашний Затон (околиці Пензи), Чернишово (Бєлінський район).
Культура сформувалася на базі льяловської культури ямково-гребінцевої кераміки у Пооччі. На початку 3-го тисячоріччя до Р.Х. частина балахнинських племен взяла участь у формуванні волосівської культури, а інша частина пересувається у північні райони Надволжя, де балахнинська культура трансформується в культуру сітчастої кераміки.

## Мідна доба
У 3000-2000 роках до н. е. на Пензенській землі мешкали племена двох споріднених культур — волосівської й імеркської.
Час енеоліту в Пензенському краї збігся з пануванням Волосівської культури.

### Волосівська культура (3000-2000 роки до Р.Х.)
У Пензенській області представлена пам'ятками сурсько-мокшинського локального варіанту культури: Озмменки, Лещиново-1, Підлісне-5, Безсоновка-1, Єрня, Стара Яксарка. У походження пам'яток волосівської культури Пензенської області племена балахнинської культури відіграли провідну роль.
Походження й доля племен волосівської культури не з'ясовані, проте припускають їх приналежність то угро-фінської мовної групи. Існують різні інтерпретації походження волосівської культури:
- формування пов'язують з уральсько-камськими, або волзько-камськими племенами новокам'яної доби;
- склалася на основі спільноти ямково-гребінцевої кераміки культур;
- склалася, як наслідок змішування з ямково-гребінцевої кераміки культурами верхньоволзької й волго-камської культур;
- сформувалася на основі ранньо-новокам'яних племен волго-камської культури при впливі балахнинської культури.

На початку 2-го тисячоріччя до Р.Х. основна маса волосівців була асимільована сторонніми скотарськими племенами балановської культури.

### Ямна культура  (2500-1800 роки до Р.Х.)
Культура мідної й ранньобронзової доби. Пензенська область входила у зону кочування давньоямних племен. Ямні племена — перші кочівники-скотарі Середнього Надволжя. Давньоямні племена витісняються зі значної частини своєї території катакомбними племена. На основі давньоямної культури формується населення полтавкинської й абашевської культур.

### Імеркська культура
Імеркська культура сформувалася на базі місцевих енеолітічичних племен волосівської культури при ймовірній участі середньо-донського населення. Також, походження, ймовірно, пов'язане з культурами новокам'яних племен лісостепової зони.
У Мордовії й Пензенській області імеркські племена мешкали разом з племенами волосівської культури.
Пам'ятки імеркської культури виявлені у Пензенській області біля сіл Скачки та Великий Колояр.

## Бронзова доба

### Полтавкинська культура (2700-2100 роки до Р.Х.)
Нетривала присутність в області степовиків з півдня: в області пам'ятки культури представлені її середньоволзьким варіантом. Відомі поселення біля сіл Великий Колояр й Велика Кавендра Наровчанському районі. Більшість пам'ятників представлено курганними могильниками. Довготривалі поселення з добре вираженим культурним шаром в Середньому Поволжі невідомі.

### Абашевська культура (1750-1250 роки до Р.Х.)
Залишки абашевських поселень виявлені біля сіл Барковка, Безсоновка, Красний Восток, Алфер'євка, Корсаєвка. Хронологічно вони займають проміжне положення між ранніми абашевським поселеннями Подоння та пам'ятками правобережної Середнього Надволжя, що відбиває пересування абашевців на північний схід.
Племена абашевської культури є віддаленими предками чувашів. Ймовірними носіями абашевської культури були індоіранці. Культура є наступницею зрубної та андронівської культур. На думку деяких дослідників, абашевська й фатьянівська культури, за своїм походженням пов'язані з середньодніпровською культурою

### Надмокшанська культура (2000-1500 роки до Р.Х.)
Поселення надмокшанської культури виявлені у північно-західних районах області. У селі Гаугеровка Башмаковського району виявлено поховання з керамікою.
Походження культури пов'язано з просуванням у Надмокшання з Подоння на своєму пізньому етапі репінської культури; культура формувалася в результаті асиміляції репінцями місцевого населення. Відзначається певний вплив з боку фатьянівсько-балановської культури.
В середині 2-го тисячоліття до н. е. надмокшанські племена були асимільовані населенням поздняковської культури.

### Балановська культура (2000-1100 роки до Р.Х.)
У Пензенській області відомі ранньо-балановські поселення: Старе Захаркино (Шемишейський район), Безсоновка-2, Єрня (околиці Пензи).
Близько ста бойових сокир виявлено у Пензенській області.
У 13 сторіччі до Р.Х. під тиском племен зрубної культури балановські протобалти полишають Помокшання.
Для Середнього Надволжя балановська культура є сторонньою, пов'язаною зі своїм походженням з ареалом європейських культур бойових сокир. Ймовірно, територія походження балановських племен була на південь від Прибалтики у межиріччі Дніпра й Волги (середньодніпровська культура). Археологічні дані свідчать про їх просування на рубежі 3-2-го тисячоріччя до Р.Х. на схід долинами річок Десна, Ока, Мокша й Сура.
Фахівці відносять племена балановської культури до протобалтської гілки стародавніх індоєвропейців. Антропологічний тип балановців європеоїдний східний середземноморський.
На кінець 2-го тисячоріччя до н. е. поширення балановської культури значно скоротилася до території Нижнього Надсур'я. За пізньої бронзової доби балановські протобалти розчинилися у інших культурах Середнього Надволжя. Ймовірно, до цього часу відносяться деякі стародавні індоєвропейські лексичні включення в угро-фінські мови.
До 11 сторіччі до Р.Х. поселення балановських протобалтів концентруються на Нижньому Надсур'ї, залишаючи під натиском поздняковських, приказанських й чирковських племен решту території Середнього Надволжя.
До бронзової доби відносяться могильники фатьянівської культури (стоянка Озіменки у Наровчатському районі).

### Поздняковська культура(1600—1200 років до н. е.)
Перша група пензенських пам'яток, розташованих у сточищі правої притоки Цни річки Виша близька до класичного Окського варіанту культури. Вона була залишена вихідцями з Середнього Пооччя.
Друга група пам'яток, розташованих у сурсько-мокшанському межиріччі має певну своєрідність: в орнаментації посуду відсутній так званий перловий орнамент, що складається з напівсферичних опуклин. Вона, ймовірно, сформувалася на місцевій основі.
Поздняковська культура сформувалася шляхом експансії в 2000—1750 роках до н. е. лісостепових (й можливо степових) племен зрубної культури Горішнього Подоння у межі місцевих племен волосівської, шагарської та інших місцевих культур. У Волзько-Окському міжріччі була змінена на фатьянівську культуру.
Протягом всього існування поздняківська культура взаємодіяла з культурою текстильної кераміки (культура сітчастої кераміки), що призвело до асиміляції основної частини носіїв поздняківської культури. Традиції культури продовжували існувати в пам'ятках культури текстильної кераміки, дьяковської й городецької культур. Частина носіїв поздняківської культури мігрувала на південний захід у Подесіння, де взяли участь у формуванні бондарихинської культури.
Носії поздняківської культури були європеоїдами з рисами лапоноїдної раси. Припускається зв'язок поздняківської культури з фінськими племенами бронзової доби, що зазнали помітного впливу степових носіїв іранських мов.

### Приказанска культура(1600—800 років до Р. Х.)
Поселення культури досліджено у Безсоновському районі: Підлісне-4 (розкопано В. П. Третьяковим), Грабово-1 й Підлісне-5 (розкопано В. В. Ставицьким).
Сформувалася на базі східних груп волосівської культури за певного впливу пра-зрубно-абашевських племен.
На початку 1-го тисячоріччя до н. е. західна група приказанських племен взяла участь у формуванні культури текстильної кераміки.

### Культура сітчастої кераміки (1200-800 роки до Р.Х.)
У області відомі поселення: Сядемка-3 (Земетчинський район), Красний Восток (Наровчатський район), Алфер'євка (Пензенський район). М. Р. Полєських досліджував поселення Красний Восток, що належить до раннього етапу виникнення культури.
Походження культури сітчастої кераміки пов'язане з трансформацією на пізній стадії свого розвитку культури ямково-гребінцевої кераміки, злиттям її носіїв з племенами волзько-окського межиріччя поздняковської культури. За Альфредом Халиковим, у генезі культури взяла участь західна група племен приказанської культури.
Племена культури сітчастої кераміки склали основу формування фіномовного населення західних районів Верхнього й Середнього Надволжя.

## Залізна доба
У залізну добу на території області з'явилися угро-фінські племена городецької культури, яких ототожнюють з тиссагетами Геродота. Ці племена входили в сферу впливу скіфських народів, але згодом взяли участь у формуванні мордовської народності.

### Городецька культура (500 рік до Р.Х.- 150-300 року по Р.Х.)
У Пензенській області культура була поширена у лісові зоні - на півночі й центрі області. Найдослідженіші городища: Ахунське (Пензенський район) й Катеринівське (Лунінський район).
У III сторіччі племена цієї культури створюють Золотаревське городище.

## Середньовіччя

### Салтівська культура булгар (900-1015 роки)
На території області пам'ятники культури відносяться приблизно до 900—1015 років. Похоронний обряд мордви в сточище річки Мокші свідчить про вплив на мордву населення салтівсько-маяцької культури наприкінці 1-го тисячоліття, що, ймовірно, є віддзеркаленням етнічних контактів між ними.

### Золотаревське городище
З VIII сторіччя з Золоторевським городищем ототожнюється мокша-мордва, а з X сторіччяя — буртаси. В XI сторіччі фортеця входить до складу Волзької Булгарії.